# ثورة مايو

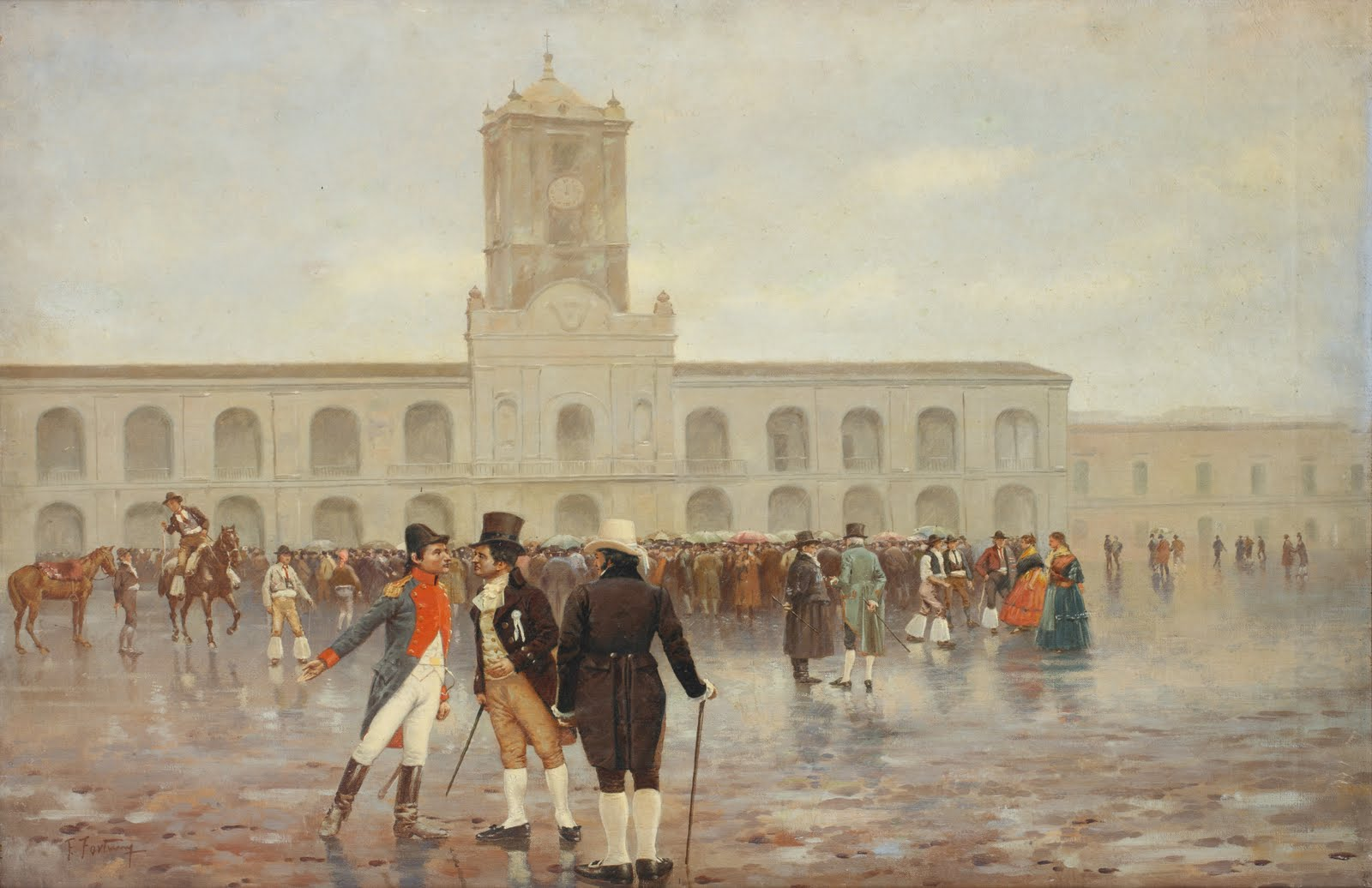
ثورة مايو

ثورة مايو، (بالإسبانية: Revolución de Mayo)‏ و(بالإنجليزية: May Revolution)‏، هي سلسلة من الأحداث التي امتدت لأسبوع بين يومي 18 و25 مايو من عام 1810 في بوينس آيرس، عاصمة ملكية ريو دي لا بلاتا البديلة. شملت هذه المستعمرة الإسبانية تقريبًا الأراضي الحالية لكل من الأرجنتين، وبوليفيا، وباراغواي، وأوروغواي، وأجزاء من البرازيل. أدت هذه الثورة إلى إسقاط نائب الملك بالتاسار هيدالغو دو سيسنيروس، وتأسيس حكومة محلية، لتعمل بوصفها مجلسًا جديدًا (المجلس الأول)، في 25 مايو. كانت هذه أول ثورة ناجحة في عملية الاستقلال في أمريكا الجنوبية.
جاءت ثورة مايو كرد فعل مباشر على حرب الاستقلال الإسبانية. في عام 1808، تنازل ملك إسبانيا فيرناندو السابع عن عرشه لنابليون، الذي منحه لأخيه جوزيف بونابرت. قاد المجلس المركزي الأعلى المقاومة ضد حكومة جوزيف والاحتلال الفرنسي لإسبانيا، ولكن عانت في النهاية سلسلةً من النكسات التي تسببت بخسارة إسبانيا النصف الشمالي من البلاد. في الأول من فبراير عام 1810، استولت القوات الفرنسية على إشبيلية وسيطرت على معظم إقليم أندلسية. تراجع المجلس الأعلى إلى قادس وحل نفسه، وحل محله مجلس الوصاية على إسبانيا وجزر الهند. وصلت أنباء هذه الأحداث إلى بوينس آيرس في 18 مايو بواسطة السفن البريطانية.
حاول نائب الملك سيسنيروس الحفاظ على الوضع السياسي الراهن، ولكن نظمت مجموعة من المحامين والمسؤولين العسكريين الكريوليين تجمع كابليدو مفتوح (نوع خاص من تجمع نخبة المدينة) في 22 مايو لتحديد مستقبل المملكة. رفض المندوبون الاعتراف بمجلس الوصاية على إسبانيا وأسسوا مجلسًا عسكريًا ليحكم بدلًا من سيسنيروس، ذلك أن الحكومة التي عينته نائبًا للملك لم تعد موجودة. للحفاظ على حس الاستمرارية، عُيّن سيسنيروس مبدئيًا رئيسًا للمجلس العسكري. ولكن، تسبب هذا الأمر بحدوث الكثير من الاضطرابات الشعبية، لذلك قدم استقالته تحت الضغط في 25 مايو. تضمنت الحكومة المشكّلة حديثًا، أي المجلس الأول، ممثلين من بوينس آيرس فقط، ودعا المجلس المدن الأخرى في المملكة إلى إرسال مندوبيها للانضمام إليهم. تسبب هذا الأمر باندلاع حرب بين المناطق التي تقبلت نتيجة الأحداث في بوينس آيرس وتلك الأخرى التي رفضتها.
بدأت ثورة مايو حرب الاستقلال الأرجنتينية، رغم عدم إصدار أي تصريح للاستقلال آنذاك، واستمر المجلس الأول بالحكم باسم الملك المخلوع، فيرناندو السابع. وقعت أحداث مماثلة في العديد من المدن الأخرى في القارة، وتُعد ثورة مايو أيضًا واحدة من الأحداث الباكرة لحروب الاستقلال الإسبانية الأمريكية. يناقش المؤرخون ما إذا كان الثوار مخلصين حقًا للعرش الإسباني أم أن إعلان الإخلاص للملك كان حيلةً ضرورية لإخفاء الهدف الحقيقي، أي تحقيق الاستقلال، عن شعب لم يكن جاهزًا لتقبل تغيير جذري كهذا. صدر إعلان الاستقلال الرسمي في النهاية في كونغرس توكومان في 9 يوليو عام 1816.

## الأسباب

### الأسباب الدولية

ألهم إعلان استقلال الولايات المتحدة عام 1776 حركات مماثلة في المستعمرات أمريكا الإسبانية.

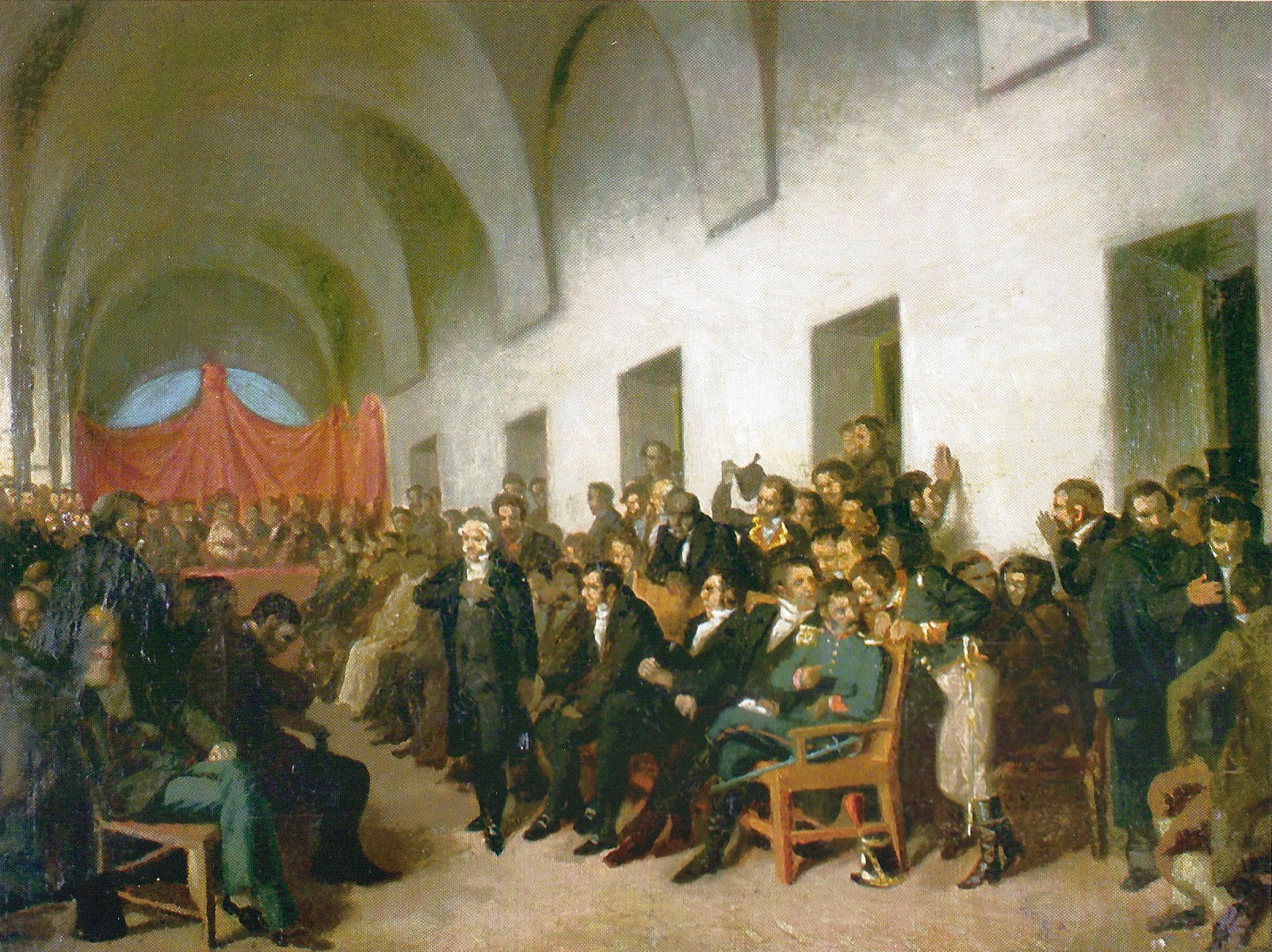
المجلس المفتوح

أدى إعلان استقلال الولايات المتحدة عن بريطانيا العظمى في عام 1776 إلى إيمان الكريوليين (الإسبان المولودون في الأمريكتين) أن الثورة والاستقلال عن إسبانيا أمر ممكن. بين عامي 1775 و1783، شن الوطنيون الأمريكيون في المستعمرات الثلاث عشرة حرب الاستقلال الأمريكية ضد كل من الموالين المحليين ومملكة بريطانيا العظمى، ما أدى في النهاية إلى تشكيل حكومة شعبية حلت محل الملكية البريطانية. أدت حقيقة أن إسبانيا ساعدت المستعمرات في كفاحها ضد بريطانيا إلى إضعاف فكرة أنه من الإجرام إنهاء الولاء للدولة الأم.
انتشرت المثل العليا للثورة الفرنسية عام 1789 في أنحاء أوروبا والأمريكتين. أدت الإطاحة بالملك لويس السادس عشر وإعدامه مع الملكة ماري أنطوانيت إلى إنهاء قرون من الملكية، وبددت امتيازات النبلاء. تطورت المثل الليبرالية في المجالين السياسي والاقتصادي وانتشرت عبر ثورات سواحل الأطلسي في معظم أنحاء العالم الغربي. أُثيرت الشكوك في مفهوم الحق الإلهي للملوك بواسطة الإعلان الفرنسي لحقوق الإنسان والمواطن، والبيان المقتبس الذي يفيد بأن «كل البشر خلقوا متساوين» في إعلان استقلال الولايات المتحدة، وحتى من قبل الكنيسة المسيحية الإسبانية.
مع ذلك، كان انتشار مثل هذه الأفكار محظورًا في الأراضي الإسبانية، كما حُظر أيضًا بيع الكتب المتعلقة بها أو حيازتها دون ترخيص. فرضت إسبانيا هذا الحظر حين أعلنت الحرب على فرنسا بعد إعدام لويس السادس عشر، وأبقت الحظر بعد معاهدة السلام لعام 1796. انتشرت أخبار أحداث عام 1789 ونسخ من منشورات الثورة الفرنسية في أنحاء إسبانيا رغم الجهود المبذولة لإيقافها. تواصل العديد من الكريوليين المتنورين مع الكتاب الليبراليين ووصلوا لأعمالهم في أثناء دراساتهم الجامعية، سواء في أوروبا أو في جامعة شوكيساكا (سوكري الحديثة). وجدت الكتب القادمة من الولايات المتحدة طريقها للمستعمرات الإسبانية عبر كاراكاس، نظرًا إلى قرب فنزويلا من الولايات المتحدة وجزر الهند الغربية.
بدأت الثورة الصناعية في بريطانيا مع استخدام السكك والقنوات وطاقة البخار. أدى هذا الأمر إلى زيادة هائلة في القدرات الإنتاجية لبريطانيا، وخلقت الحاجة إلى أسواق جديدة من أجل بيع منتجاتها. جعلت الحروب النابليونية مع فرنسا هذا الأمر مهمةً صعبة بعد أن فرض نابليون الحصار القاري، الذي منع حلفاءه ومناطق فتوحاته من التجارة مع بريطانيا. ومن ثم احتاجت بريطانيا إلى القدرة على التجارة مع المستعمرات الإسبانية، ولكنها لم تتمكن من ذلك لأن المستعمرات كانت مقيدة في تجارتها مع الدولة الأم فقط. لتحقيق غاياتها الاقتصادية، حاولت بريطانيا في البداية أن تغزو ريو دي لا بلاتا وتحتل المدن الرئيسية في أمريكا الإسبانية. حين فشلت في ذلك، اختارت أن تدعم التطلعات الأمريكية الإسبانية للتحرر من إسبانيا.
دفع تمرد آرنخويث عام 1808 بالملك الإسباني كارلوس الرابع إلى التنازل عن العرش لصالح ابنه، فيرناندو السابع. طلب كارلوس الرابع أن يعيد له نابليون العرش، لكن نابليون توّج أخاه جوزيف بونابرت بدلًا عنه ملكًا جديدًا لإسبانيا. تُعرَف هذه الأحداث بتنازلات بايون. قوبل تتويج جوزيف بمقاومة شديدة في إسبانيا، ما بدأ حرب الاستقلال الإسبانية، واستولى المجلس المركزي الأعلى على السلطة باسم الملك الغائب. أدى هذا الأمر أيضًا إلى تغيير الولاء من فرنسا إلى بريطانيا. احتلت فرنسا إشبيلية في النهاية، وحل مجلس الوصاية المتمركز في قادس محل المجلس المركزي الأعلى وحلّه.